# Hogar de Jesús

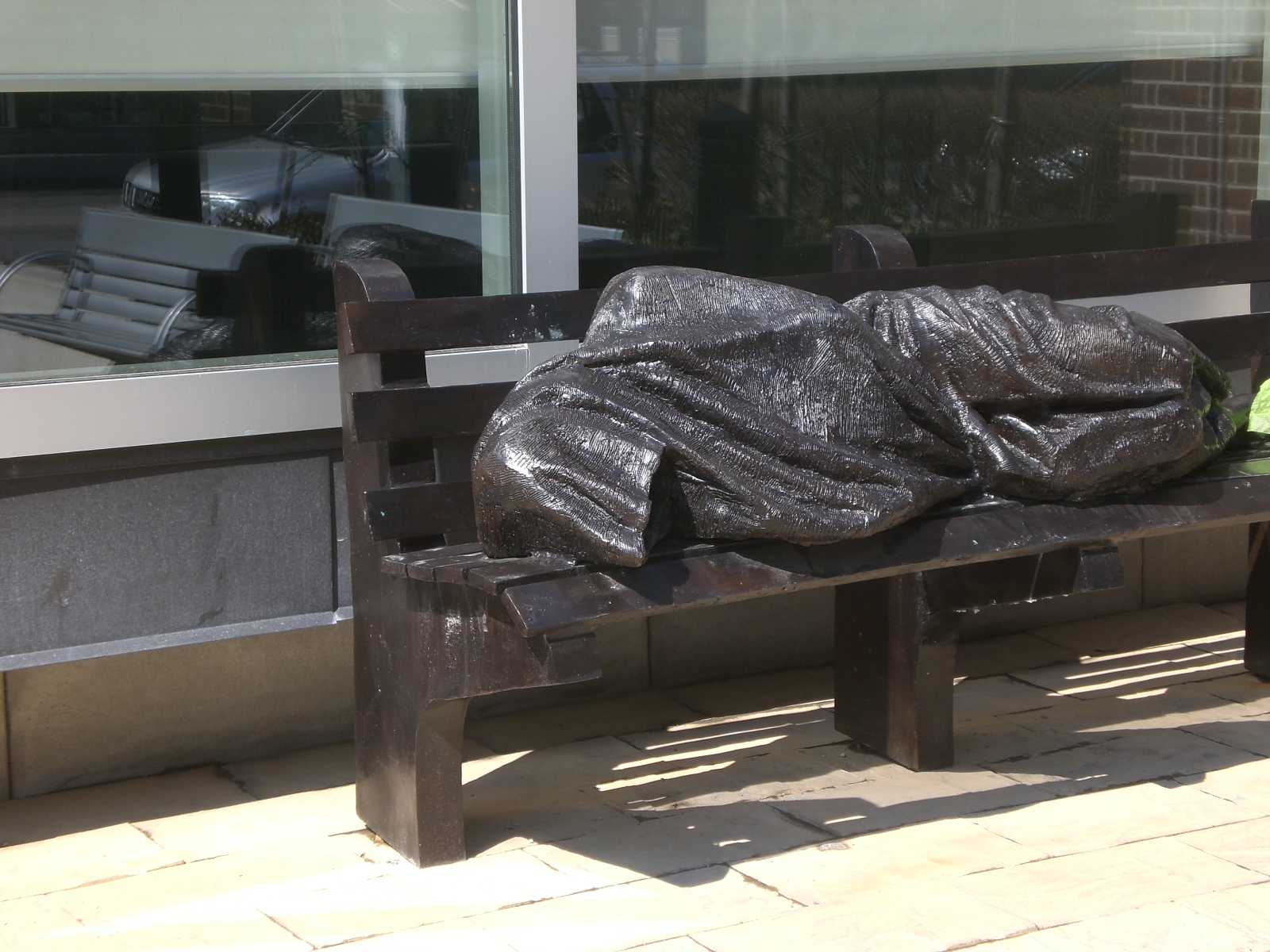
Canadian sculptor Tim Schmalz's 2013 sculpture Jesus the Homeless

Los evangelios demuestran la falta de hogar de Jesús que duró todo su ministerio público. Dejó la seguridad económica que tenía como artesano y la reciprocidad que tenía con su familia y recorrió Palestina dependiendo de la   caridad y abandonándose en la Divina Providencia. Muchas de las personas de las que dependía eran mujeres. Dado que su ministerio tuvo lugar en las cercanías de las ciudades natales de los  sus discípulos, es probable que el grupo durmiera a menudo en las casas de los familiares de ellos.
De los Cuatro Evangelistas, san Lucas es el que más enfatiza la  falta de hogar de Jesús.  San Mateo en (8:20) y  san Lucas en (9:58) recogen una declaración de Jesús en la que describe su falta de hogar diciendo que los zorros tienen madrigueras y las aves del cielo nidos, pero el hijo del hombre no tiene dónde reclinar la cabeza. La implicación es que el escriba que acaba de ofrecerse a convertirse en seguidor de Jesús también debería esperar lo mismo. El teólogo John Gill señaló un paralelismo entre este dicho y la expectativa de los judíos sobre el Mesías: "si él (el Mesías) viniera, 'no hay lugar en el que pueda sentarse'..

## Textos bíblicos
- Según  san Mateo (8; 18-22)

Al ver Jesús a la multitud que estaba a su alrededor, ordenó marchar a la otra orilla. Y se le acercó un escriba: —Maestro, te seguiré adonde vayas —le dijo. Jesús le contestó: —Las zorras tienen sus guaridas y los pájaros del cielo sus nidos, pero el Hijo del Hombre no tiene dónde reclinar la cabeza. Otro de sus discípulos le dijo: —Señor, permíteme ir primero a enterrar a mi padre. —Sígueme y deja a los muertos enterrar a sus muertos — le respondió Jesús.

- Según  san Lucas (8; 57-62)

Mientras iban de camino, uno le dijo: —Te seguiré adonde vayas. Jesús le dijo: —Las zorras tienen sus guaridas y los pájaros del cielo sus nidos, pero el Hijo del Hombre no tiene dónde reclinar la cabeza. A otro le dijo: —Sígueme. Pero éste contestó: —Señor, permíteme ir primero a enterrar a mi padre. —Deja a los muertos enterrar a sus muertos —le respondió Jesús—; tú vete a anunciar el Reino de Dios. Y otro dijo: —Te seguiré, Señor, pero primero permíteme despedirme de los de mi casa. Jesús le dijo: —Nadie que pone su mano en el arado y mira hacia atrás es apto para el Reino de Dios.

## Interpretación de la Iglesia católica
Jesús, que tiene poder para curar enfermedades, es a la vez el Mesías humilde, desechado por los de su propio pueblo. Los que quieran estar con Él tiene que «seguirle». Seguir a Jesús es ser su discípulo (cfr 19,21). En ocasiones las multitudes «le siguen» (4,25; 8,1; 20,29, etc.), pero sus verdaderos discípulos son «los que le siguen» de modo permanente, siempre. El escriba se dirige a Él como «Maestro» (v. 19), y el discípulo le llama «Señor» (v. 21), pero Jesús les pide a los dos que compartan su propio destino. Al escriba le advierte que la vida junto a Él es más exigente que la de las zorras y los pájaros, animales prototipo de vida agitada. El evangelista no nos dice cuál fue la decisión final del escriba, como si la trasladara al cristiano que lee las palabras de Jesús. Al  discípulo le recuerda que el  Reino exige una disposición radical. Así hay que entender la expresiva frase del Señor (v. 22): «Si Jesús se lo prohibió, no es porque nos mande descuidar el honor debido a quienes nos engendraron, sino para darnos a entender que nada ha de haber en nosotros más necesario que entender en las cosas del cielo, que a ellas nos hemos de entregar con todo fervor y que ni por un momento podemos diferirlas, por muy ineludible y urgente que sea lo que pudiera apartarnos de ellas».
Hijo del Hombre (v. 20). Hasta la predicación de Jesús, el título de «Hijo del Hombre» no había sido entendido en toda su profundidad. Aunque podía significar simplemente «hombre», en el Deuteronomio tiene un sentido trascendente. Como título para definir la misión de Jesús, era menos comprometido con las aspiraciones judías de un Mesías terrenal; por esta causa fue preferido por el Señor para designarse a sí mismo como Mesías, sin reavivar el nacionalismo hebreo. Los Apóstoles, después de la resurrección de Jesús, acabaron de comprender que «Hijo del Hombre» equivalía precisamente a «Hijo de Dios».
Al igual que en los inicios de su actividad (cfr 5,1-11), también ahora hay personas que se sienten llamadas a seguir a Jesús. Pedro y los demás Apóstoles «dejaron todas las cosas» (cfr 5,11.28) para seguirle; estas personas, en cambio, todavía tienen que desprenderse de algo. Del mismo modo, su actitud contrasta con la de Cristo, a quien poco antes el evangelista ha mostrado firmemente decidido (cfr 9,51) en su camino hacia Jerusalén. Seguir a Jesús exige radicalidad: «A veces [la voluntad] parece resuelta a servir a Cristo, pero buscando al mismo tiempo el aplauso y el favor de los hombres. (…) Se empeña en ganar los bienes futuros, pero sin dejar escapar los presentes. Una voluntad así no nos permitirá llegar nunca a la verdadera santidad» 

## Otras interpretaciones
La Sofiología interpretó la falta de hogar de Jesús como la falta de hogar de Sophia. El escritor del Nuevo Monasticismo Shane Claiborne se refiere a Jesús como el rabino sin hogar.  La teóloga católica Rosemary Radford Ruether analiza la falta de hogar de Jesús en relación con el concepto de kenosis, la renuncia voluntaria al poder para someterse a la voluntad de Dios. En un estudio a lo largo de un libro sobre el Evangelio de Mateo, Robert J. Myles ha argumentado que la falta de hogar de Jesús es a menudo romántica en la interpretación bíblica de una manera que oscurece la indigencia y la falta de recursos que probablemente habría acompañado la situación.
El escultor Canadiense Tim Schmalz creó Jesús el sin techo, una escultura en bronce de 2013 de Jesús tumbado en un banco del parque cubierto con una manta con sus heridas en los pies sobresaliendo.